# Kerri Strug
Pour les articles homonymes, voir Strug.
Kerri Strug, née le 19 novembre 1977 à Tucson, est une gymnaste artistique américaine.
Elle remporte notamment la médaille d'or par équipe aux Jeux olympiques d'Atlanta en 1996 avec Shannon Miller, Jaycie Phelps, Dominique Dawes, Amy Chow, Amanda Borden et Dominique Moceanu. 
À Atlanta, lors de la finale du concours par équipes, alors qu'elle est la dernière de son équipe à passer au saut de cheval, le dernier agrès de la compétition, elle montre des signes de douleur à la cheville gauche (deux ligaments rompus) après son premier saut. Néanmoins, elle effectue son deuxième saut avec succès, parvenant à maintenir sa réception sur un pied, avant de s'effondrer et d'être évacuée par l'équipe médicale,. À la suite de cet accident, l'entraîneur national, Béla Károlyi, la porte sur le podium, jambe bandée, pour recevoir son titre olympique. Elle est devenue une icône, selon le point de vue adopté, de l'obéissance inconditionnelle des athlètes à leurs entraîneurs, ou de l'héroïsme sportif. Cette blessure mettra fin à sa carrière. 

## Palmarès

### Jeux olympiques
- Jeux olympiques de 1992 :
  -  concours général

- Jeux olympiques de 1996 : 
  -  par équipe

### Autres
- American Cup 1993 :
  -  2e au concours général
- American Cup 1996 :
  -  1re au concours général